# Bảng ngữ âm phương ngữ Thụy Điển

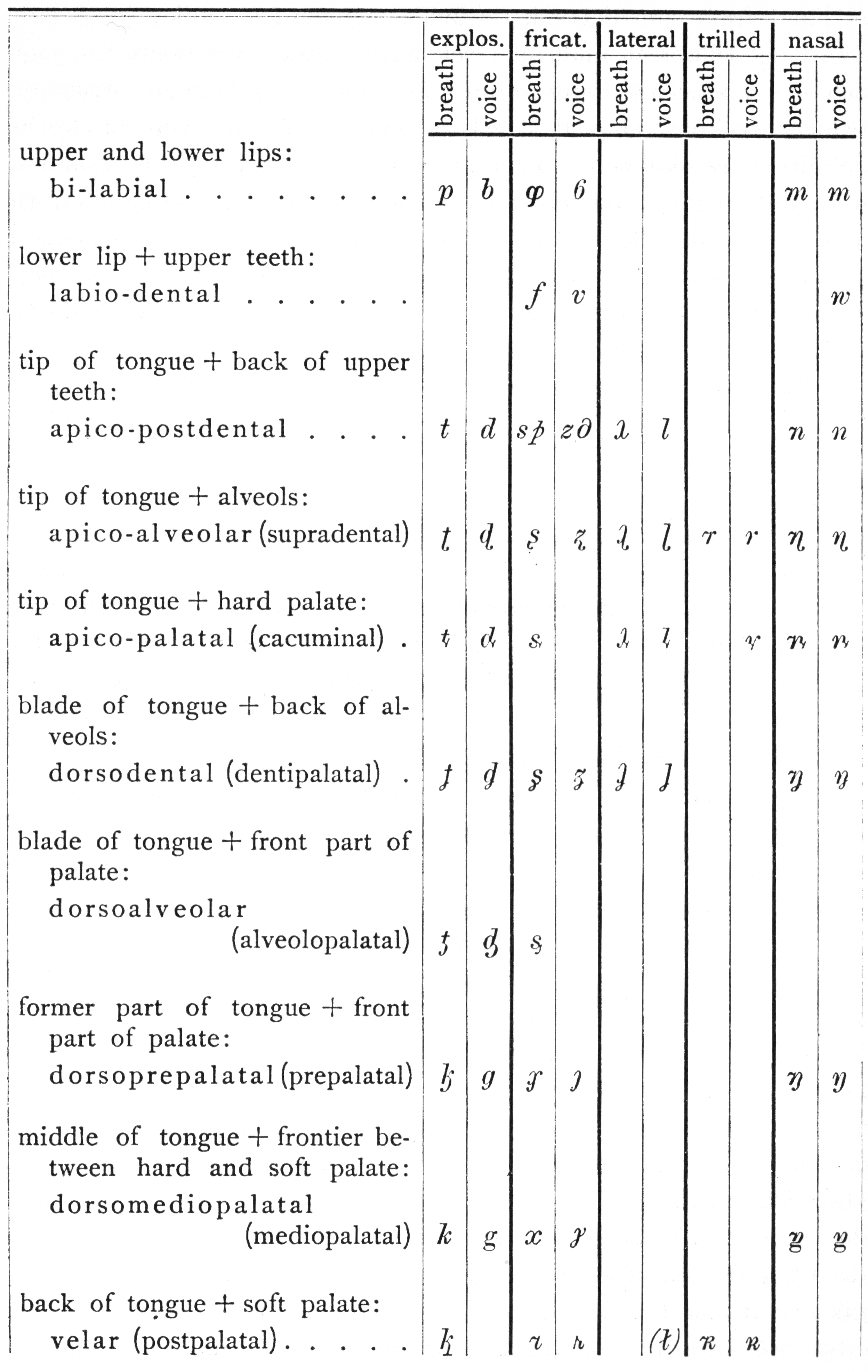
Bảng phụ âm (1928)

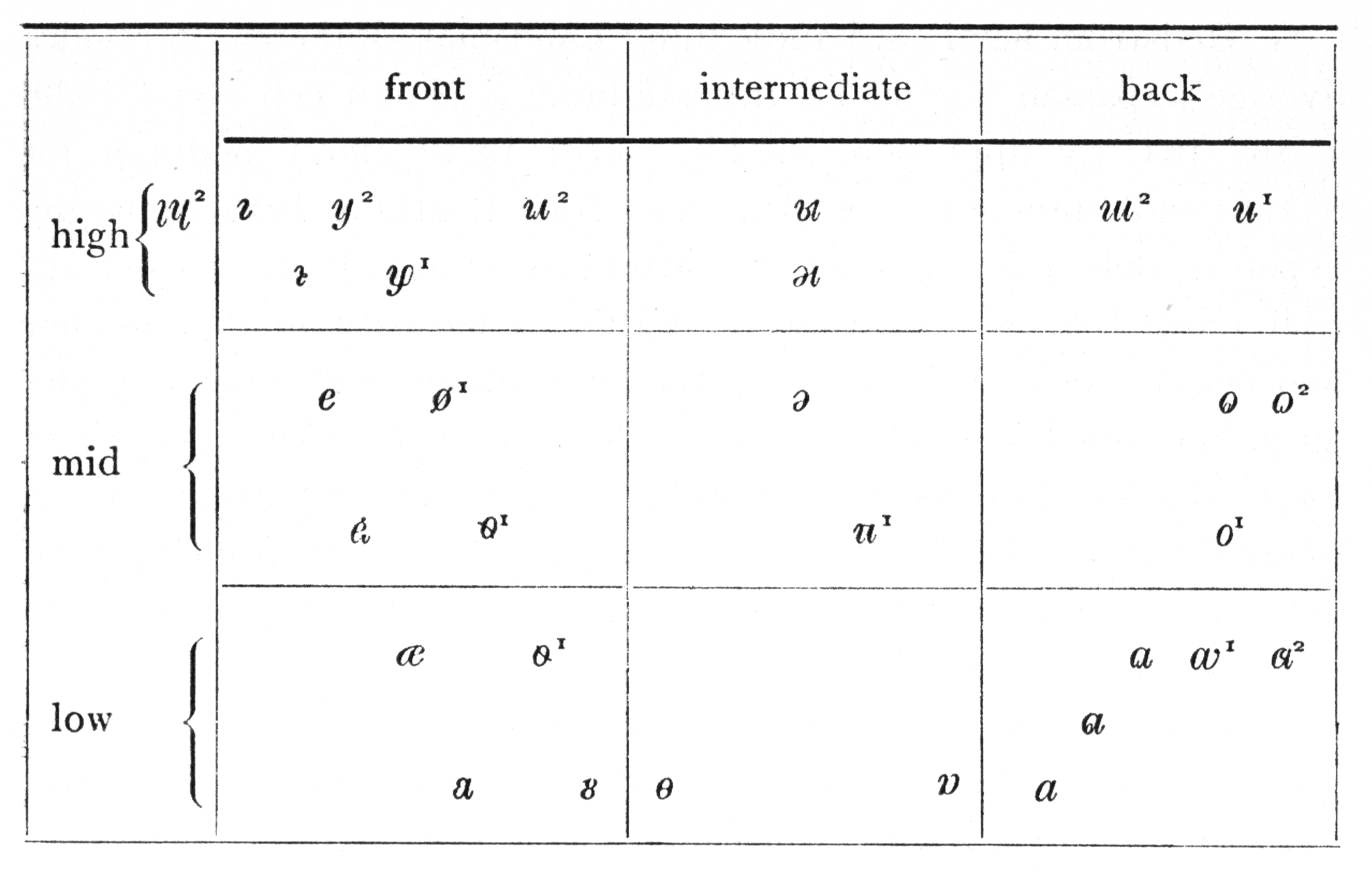
Bảng nguyên âm (1928)

Bảng ngữ âm phương ngữ Thụy Điển (tiếng Thụy Điển: Landsmålsalfabetet) là bảng chữ cái ngữ âm phát minh và sử dụng để phát âm các phương ngữ tiếng Thụy Điển vào năm 1878, bới Johan August Lundell. Phiên bản ban đầu của bảng chữ cái bao gồm 89 chữ cái, trong đó 42 chữ cái đến từ bảng ngữ âm do Carl Jakob Sundevall đề xuất.  Nó đã phát triển đến hơn 200 chữ cái. Bảng chữ cái bổ sung các chữ cái Latinh với các ký hiệu được lấy từ một loạt các bảng chữ cái, bao gồm các dạng sửa đổi của þ và ð từ các bảng chữ cái German, γ và φ từ bảng chữ cái Hy Lạp và ы từ bảng chữ cái Kirin, và mở rộng với trang trí có hệ thống. Ngoài ra còn có một số dấu phụ đại diện cho các đặc điểm ngôn điệu.
Bảng ngữ âm này được sử dụng rộng rãi để mô tả các phương ngữ Thụy Điển ở cả Thụy Điển và Phần Lan, cũng là nguồn gốc của nhiều ký tự được dùng bởi nhà Trung Quốc học người Thụy Điển Bernhard Karlgren trong việc tái tạo tiếng Hán trung cổ của ông.
Ba chữ cái trong bảng chữ cái (ⱸ, ⱹ và ⱺ) được đưa vào phiên bản 5.1.0 của Unicode (U+2C78 tới U+2C7A) để sử dụng trong từ điển các phương ngữ Thụy Điển được sử dụng Phần Lan. Một đề xuất mã hóa thêm 106 ký tự đã được đưa ra vào năm 2008. Tính đến  năm 2019, đề xuất này được triển khai một phần, với một số phân bổ được đề xuất đã được các ký tự khác sử dụng.